# Низменность

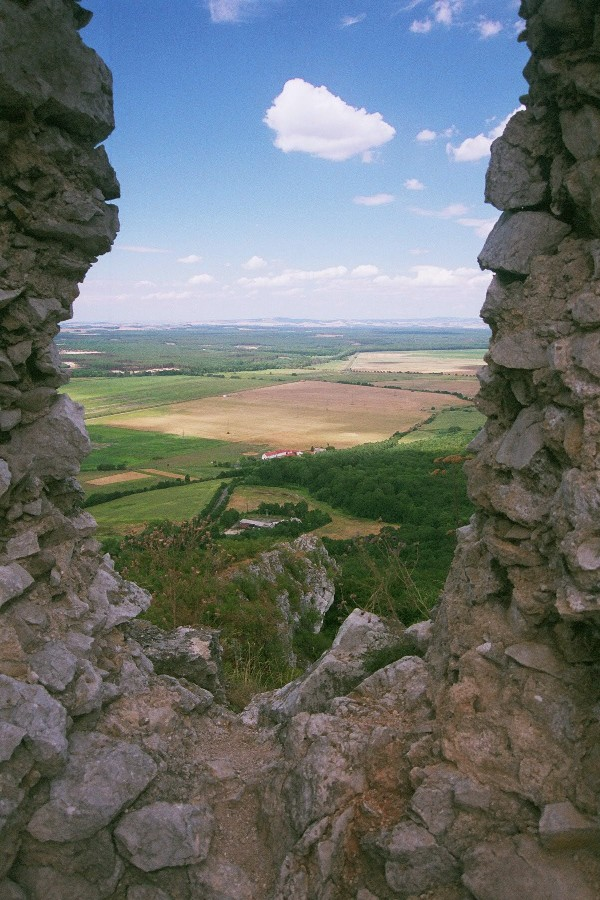
Вид на Борскую низменность

Ни́зменность, низи́на — в физической географии широкое пространство поверхности с низким общим уровнем. Этот термин применяется к прибрежным участкам склонов, повышающихся от океанских глубин до континентальных возвышенностей, к низинам в окружении горных областей, к плоскостям денудации (эрозии) или любой другой местности в противопоставление возвышенности.
Поверхность низменностей обычно равнинная, реже холмистая. Чаще всего они образуются в результате тектонических опусканий и заполнения впадин морскими или континентальными отложениями (главным образом аллювием рек), залегающими более или менее горизонтально
Классификация форм рельефа имеет весьма размытые границы. Низменностями считают равнины, лежащие в среднем ниже 200 м над уровнем моря. Поверхность некоторых низменностей находится ниже уровня моря. Прикаспийская низменность расположена на 26-28 м ниже уровня моря.
На физической карте низменности выделяются зелёным цветом. При этом, чем меньше абсолютная высота этого участка, тем темнее зелёная окраска. А тёмно-зелёной окраской обозначают низменности ниже уровня океана.
Самая большая низменность на Земле — Амазонская низменность (Амазония) — площадь свыше 5 млн км². Расположена в Южной Америке.